# Stopplaats Langhuisterweg
Langhuisterweg (Lhw) was een stopplaats tussen Vrouwenparochie en Sint Annaparochie aan de voormalige spoorlijn Stiens - Harlingen. De stopplaats was geopend van 2 december 1902 tot 1 december 1940.